# Arcozelo (Vila Nova de Gaia)

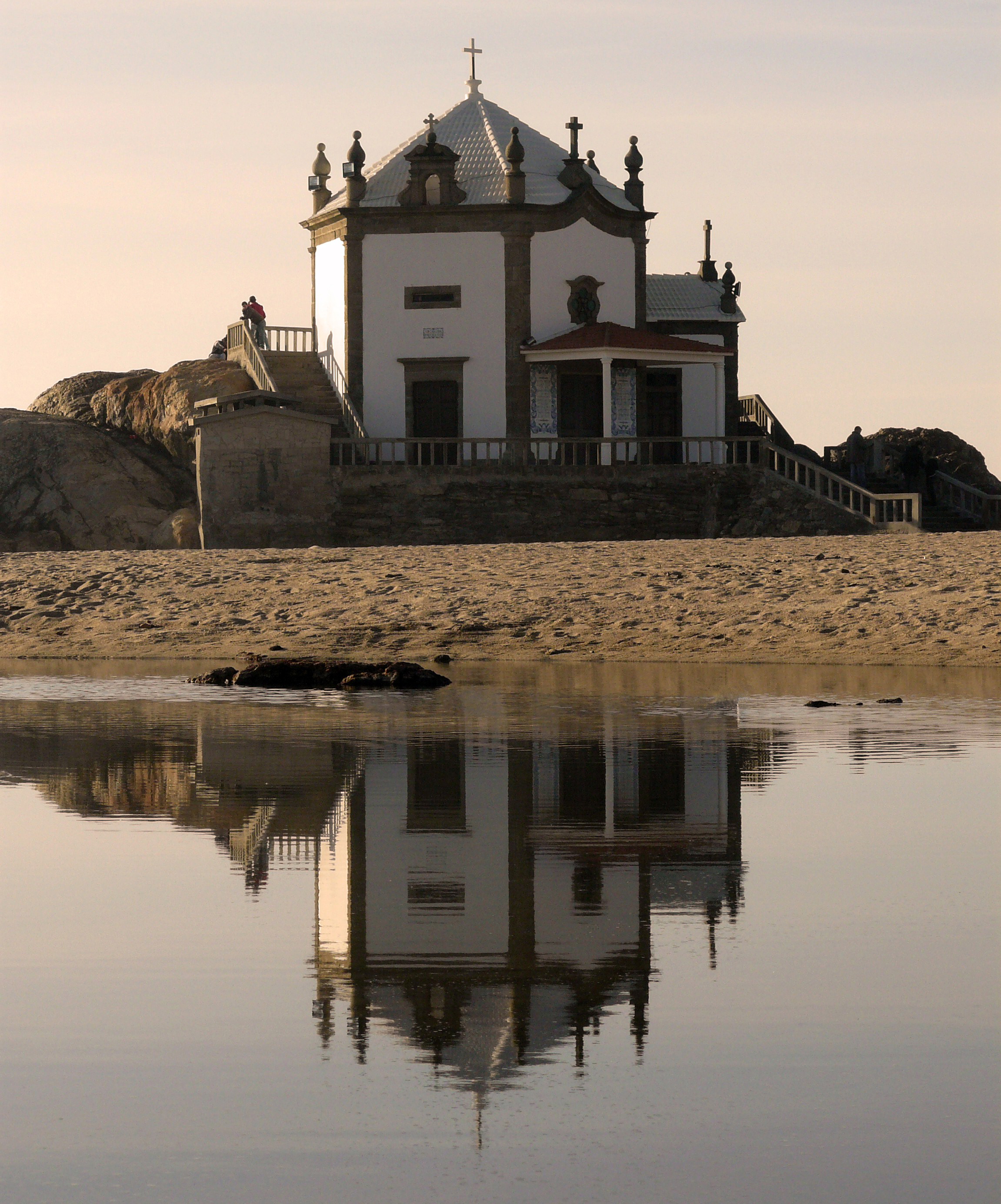
La Capela do Senhor da Pedra, nella Praia de Miramar, nella freguesia di Arcozelo

Arcozelo è una cittadina di circa 14.000 abitanti della costa settentrionale del Portogallo, situata nella regione di Grande Porto ed affacciata sull'Oceano Atlantico. Dal punto di vista amministrativo, si tratta di una freguesia (frazione) del comune (concelho) di Vila Nova de Gaia.
Non va confuso con l'omonima frazione di Barcelos.

## Geografia fisica
Arcozelo si trova a sud/sud-ovest della città di Vila Nova de Gaia.

## Monumenti e luoghi d'interesse

### Miramar
Tra i luoghi d'interesse della freguesia di Arcozelo, figura la stazione balneare di Miramr con la Praia de Miramar, dove si trova la Capela do Senhor da Pedra, una cappella risalente al XVII secolo.

### Praia da Aguda
Altra spiaggia rinomata della freguesia di Arcozelo è Praia da Aguda, dove sorge la Estação Litoral da Aguda (ELA), un parco naturale con annessi museo e acquario, fondato nel 1999.

## Società

### Evoluzione demografica
Al censimento del 2001 la freguesia di Arcozelo contava una popolazione pari a 14.352 abitanti, di cui 7.415 erano donne e 6.937 erano uomini.
La popolazione al di sotto dei 20 anni era pari a 3.945 abitanti.